# 追女仔95之綺夢
《追女仔95之綺夢》是1995年上映的一部香港電影，由李力持執導，並由谷德昭監製，劉青雲、張敏主演。

## 故事慨要
孔志龍為一個車房員工，他有一個朋友叫葉開。一天，他不小心在駕駛時撞到富家女阿敏，敏要求龍替她修理她的車，龍為一個車房員工，對修理車沒困難，便一口答應了。
當他修理後打算把車交還給敏時，卻遇見一名富家子，那名富家子正在追求敏，還好，龍一出現，敏忽略了那名富家子。龍打算追求敏時，卻沒發現他的玫瑰花已經沒有花了，實為他的好友葉開幹的好事，開因缺少玫瑰花而拿走龍的玫瑰花，這令龍憤怒不已，他對開揮拳，並表明以後都不想見到開。
在多年後，龍出席了敏的婚宴，但卻發現阿敏已經嫁給了另一人，那個人是商人高坤，高坤表面為正當商人，其實他暗中幹一些非法的事，並陷害龍，而敏卻懵然不知...

## 演員表
| 演員   | 角色       | 粵語配音 | 介紹                                                     |
| 劉青雲 | 孔志龍     | 劉青雲   | 公司老闆，前身為車房員工，車痴，有自行開發引擎天份       |
| 張敏   | 阿敏       | 林珊珊   | 富家女 高坤之妻 和孔志龍相戀，同為車痴                   |
| 文雋   | 龍上司根叔 | 文雋     | 孔志龍所在車房的上司                                     |
| 郑丹瑞 | 葉開       | 郑丹瑞   | 孔志龍之好友，創業夥伴                                   |
| 黃錦江 | 嚴大師     | 杜燕歌   | 夢大師 被高坤請來替孔志龍入夢                            |
| 王敏德 | 高坤       | 高翰文   | 商人，阿敏丈夫，騙走孔志龍的公司                         |
| 李力持 | 富家子     | 李力持   | 追求阿敏                                                 |
| 古巨基 |            |          | 孔志龍比賽對手                                           |
| 鄭祖   | 對手       | 古明華   | 孔志龍比賽對手的表哥，專業車手，之後為孔志龍事業上的貴人 |
| 苑瓊丹 | 管家       |          |                                                          |
| 侯煥玲 |            |          |                                                          |

## 電影歌曲
- 粵語版主題曲：〈請你入綺夢〉 
  - 作曲：黃霑
  - 填詞：黃霑
  - 編曲：垣英
  - 主唱：關淑怡
  - 出品：寶麗金唱片有限公司

## 外部連結
- 香港影庫上《追女仔95之綺夢》的資料（繁體中文）
- 開眼電影網上《追女仔95之綺夢》的資料（繁體中文）
- 豆瓣电影上《追女仔95之綺夢》的資料 （简体中文）